# Ok Tedi

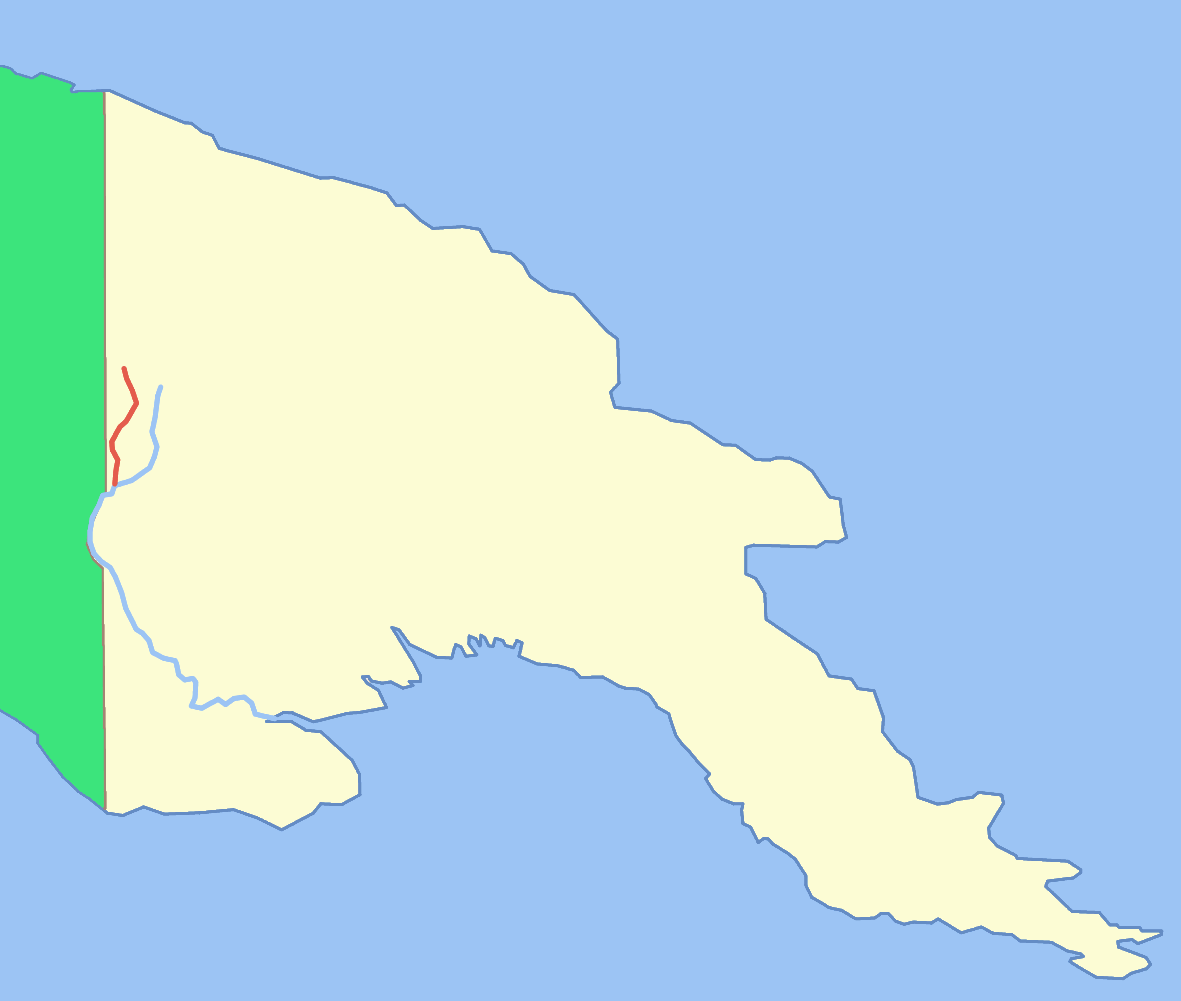
Posizione del fiume Ok Tedi

L'Ok Tedi è un fiume di Papua Nuova Guinea affluente del fiume Fly.
L'Ok Tedi è tristemente conosciuto per i suoi problemi ambientali derivanti dai sedimenti contaminati della miniera di Ok Tedi che si riversano nel fiume.
Il nome è quello con cui lo chiamano da sempre gli indigeni Yonggom che vivono sulla sua sponda occidentale. L'esploratore italiano Luigi d'Albertis nel corso delle sue esplorazioni lo aveva chiamato Alice in onore della moglie del governatore del Nuovo Galles del Sud che aveva contribuito alle esplorazioni.
Ok significa fiume o acqua nella lingua indigena.